# Левицкий, Антоний
Антоний Левицкий (нем. Antoni Lewicki; 25 декабря 1815, Кросценко, ныне гмина Устшики-Дольне, Польша (по другим данным — Волица, ныне гмина Буковско) — 1 мая 1882, Варшава) — австрийский инженер польского происхождения, основатель инженерной династии: сын Леонидас Левицкий, внук Эрнст Антон Левицкий, правнук Эрнст Вольфганг Левицкий.
В 1836—1839 гг. учился в Императорском и королевском Техническом институте в Вене. В 1840 г. приступил к работе как помощник инженера на строительстве участка между Пршеровом и Оломоуцем Северной железной дороги императора Фердинанда. В 1842—1844 гг. работал в государственном управлении железных дорог под началом Карла фон Геги над проектами линий Грац—Мюрццушлаг и Циркниц—Пёльтшах. В 1844 г. опубликовал пособие «Теоретическое исследование кубатуры насыпей и выемок грунта для шоссейных и железных дорог» (нем. Theoretische Abhandlung über die Kubatur der Auf- und Abträge bei Chausséen und Eisenbahnen). Затем перешёл в частную фирму и в качестве ведущего инженера работал на строительстве линии Винер-Нойштадт—Шопрон, затем на линиях Брук-ан-дер-Лайта—Дьёр и Брук-ан-дер-Лайта—Прессбург. В 1849 г. вернулся на государственную службу, работал на строительстве Земмерингской железной дороги — первой в мире горной железной дороги, а также на участке Инсбрук—Куфштайн. Затем ушёл на покой, жил, в основном, в Галиции. Будучи астрономом-любителем, основал частную обсерваторию в Ченстохове.